# Haldia
Haldia è una suddivisione dell'India, classificata come municipality, di 170.695 abitanti, situata nel distretto di Midnapore Est, nello stato federato del Bengala Occidentale. In base al numero di abitanti la città rientra nella classe I (da 100.000 persone in su).

## Geografia fisica
La città è situata a 22° 1' 31 N e 88° 3' 30 E e ha un'altitudine di 7 m s.l.m..

## Società

### Evoluzione demografica
Al censimento del 2001 la popolazione di Haldia assommava a 170.695 persone, delle quali 89.886 maschi e 80.809 femmine. I bambini di età inferiore o uguale ai sei anni assommavano a 22.749, dei quali 11.604 maschi e 11.145 femmine. Infine, coloro che erano in grado di saper almeno leggere e scrivere erano 122.223, dei quali 70.889 maschi e 51.334 femmine.